# Sinezona brevis
Sinezona brevis es una especie de molusco gasterópodo de la familia Scissurellidae. 

## Distribución geográfica
Se encuentra en Nueva Zelanda